# 츠쁘랑 아리꾼
츠쁘랑 아리꾼(태국어: เฌอปราง อารีย์กุล, 영어: Cherprang Areekul, 1996년 5월 2일 ~ )은 태국의 가수이자 걸그룹 BNK48의 1세대 리더이다.

## 출연 작품
- 2018년 신과 나: 100일간의 거래 - 파이 역